# Wings (canção de Birdy)
"Wings" é uma canção lançada pela cantora inglesa Birdy. A música foi lançada no formato de download digital em 29 de julho de 2013 e fisicamente no Reino Unido em 8 de setembro de 2013 como o primeiro single de seu segundo álbum de estúdio, Fire Within.
Uma versão remix feita por Nu:Logic foi lançada mais tarde em 27 de janeiro de 2014 como parte do LP "Hospital: We Are 18" da Hospital Records .
A canção alcançou a oitava posição na UK Singles Chart, tornando-se seu single de maior sucesso até o momento e seu primeiro single no top dez inglês. Também alcançou o primeiro lugar na Irlanda e atingiu o top 3 em cinco outros países.

## Singles
| Download digital |         |         |  |
| N.º              | Título  | Duração |  |
| 1.               | "Wings" | 4:12    |  |

| Alemanha, Suíça, e Austria CD single |                                                                     |         |  |
| N.º                                  | Título                                                              | Duração |  |
| 1.                                   | "Wings"                                                             | 4:12    |  |
| 2.                                   | "People Help the People" (live from Sydney Opera House, April 2013) | 4:27    |  |

## Paradas
| Chart (2013–2015)                     | Posição |
| ------------------------------------- | ------- |
| Austrália (ARIA)                      | 25      |
| Áustria (Ö3 Austria Top 75)           | 3       |
| Bélgica (Ultratop 50 de Flandres)     | 5       |
| Bélgica (Ultratop 50 da Valônia)      | 3       |
| República Checa (Rádio Top 100)       | 17      |
| França (SNEP)                         | 8       |
| Alemanha (Offizielle Deutsche Charts) | 15      |
| Irlanda (IRMA)                        | 1       |
| Países Baixos (Dutch Top 40)          | 25      |
| Países Baixos (Single Top 100)        | 27      |
| Nova Zelândia (Recorded Music NZ)     | 17      |
| Eslováquia (Rádio Top 100)            | 42      |
| Slovenia (SloTop50)                   | 3       |
| Escócia (Scottish Singles Chart)      | 16      |
| Espanha (PROMUSICAE)                  | 3       |
| Suíça (Schweizer Hitparade)           | 3       |
| Reino Unido (UK Singles Chart)        | 8       |

| Chart (2013)                      | Posição |
| --------------------------------- | ------- |
| Austria (Ö3 Austria Top 40)       | 62      |
| Belgium (Ultratop 50 Flanders)    | 44      |
| Belgium (Ultratop 50 Wallonia)    | 42      |
| France (SNEP)                     | 84      |
| Germany (Official German Charts)  | 73      |
| Netherlands (Dutch Top 40)        | 120     |
| Switzerland (Schweizer Hitparade) | 61      |

| Chart (2014)       | Position |
| ------------------ | -------- |
| Spain (PROMUSICAE) | 14       |

| Chart (2015)     | Position |
| ---------------- | -------- |
| UK Singles (OCC) | 94       |

## Certificações
| Região               | Certificação |
| -------------------- | ------------ |
| Austrália (ARIA)     | 2x Platina   |
| Áustria (IFPI)       | Platina      |
| Bélgica (BEA)        | Ouro         |
| Espanha (PROMUSICAE) | Platina      |
| Suíça (IFPI)         | Platina      |
| Reino Unido (BPI)    | 2x Platina   |

## Na cultura popular
A canção foi usada em trailers de Winter's Tale, Labor Day, e no final da terceira temporada da série Game of Thrones,e no final da quinta temporada de The Vampire Diaries e em um episódio de Catfish: The TV Show . Em 2015, também foi usada como trilha sonora do anúncio do 250º aniversário do Lloyds Horse Story, resultando em seu retorno à parada de singles do Reino Unido, atingindo um novo pico de número 8.
Birdy cantou a música no BBC Festival of Remembrance de 2016. A música foi regravada pela banda de rock britânica Nothing But Thieves para a série Live Lounge da BBC Radio 1.